# Diego Pozo
Diego Pozo, né le 16 février 1978 à Mendoza, est un footballeur international argentin évoluant au poste de gardien de but.

## Biographie
Diego Pozo évolue au club argentin du Club Deportivo Godoy Cruz Antonio Tomba de 1995 à 2005. Il joue ensuite de 2005 à 2006 au Club Atlético Huracán pour ensuite rejoindre le Talleres de Córdoba puis l'Instituto de Córdoba en 2007. Pozo est le gardien de but du Colón de Santa Fe depuis 2008. Il est sélectionné en équipe d'Argentine de football où il joue trois matchs, et fait partie du groupe des vingt-trois joueurs participant à la Coupe du monde de football de 2010.